# ادام بودزيك
ادام بودزيك (7 سبتمبر 1985 بزابجه في بولندا - ) هو لاعب كرة قدم بولندي وألماني في مركز الدفاع. لعب مع فورتونا دوسلدورف ونادي دويسبورغ.

## وصلات خارجية
- ادام بودزيك على موقع قاعدة بيانات كرة القدم.إي يو (الإنجليزية)
- ادام بودزيك على موقع بيانات كرة القدم. دي إي (الألمانية)
- ادام بودزيك على موقع Soccerway.com (الإنجليزية)
- ادام بودزيك على موقع عالم كرة القدم.نت (الإنجليزية)
- ادام بودزيك على موقع AS.com (الإسبانية)